# 2C-B
2,5-二甲氧基-4-溴苯乙胺（2,5-dimethoxy-4-bromophenethylamine，2C-B），俗称六角，是一種2C系列的致幻劑，由亚历山大·舒尔金於1974年合成，其製備與應用劑量（12-24mg）在PiHKAL一書中均有闡明。可經口服或吸入途徑給藥。
在街頭販售時，2C-B多以粉劑、貼片或片劑形式流通，其上印有數字或俚語，藉此區分於其他藥物。

## 歷史
2C-B由亞歷山大·舒爾金在1974年開發。惠於藥效短暫、性質溫和、副作用微弱的特性，2C-B被認為是治療精神疾病的特效藥之一而為醫學界所歡迎，不久即出現對2C-B的娛樂性使用。德國製藥企業Drittewelle將2C-B以“Erox”的商品名作為春藥合法銷售，此為2C-B的第一次商業應用。荷蘭境內的smart shop一度有售諢名"Nexus"的2C-B片劑。
1994年12月20日,美国缉毒局（Drug Enforcement Administration）於聯邦公報（Federal Register）發布立法建议，提議將2C-B歸入Schedule I管制。1995年7月2日，該法案開始永久生效。
儘管無2C-B引致健康風險的報導，荷蘭仍將2C-B歸入鴉片法第一清單監控。相對地，2C-I, 2C-T-2和2C-T-7等衍生物陸續取代2C-B進入流通，直至荷蘭發行針對性禁令。

## 流通
自MDMA（Ecstasy）1985年被美國法令禁止後，2C-B開始取代MDMA流行街頭，許多銳舞（rave）愛好者將其誤認或作為“Ecstasy”出售，2C-B因而普及各國，廣受濫用。
在美國境內，街頭兜售的2C-B片劑每片通常定價在$10至$30之間 ，大規模零售的2C-B價格從$200/g到$500/g不等，若批發銷售則價格進一步走低，於$100/g至$300/g間波動。

## 外部連結
- 2C-B Entry in PiHKAL（页面存档备份，存于）
- 2C-B Entry in PiHKAL • info（页面存档备份，存于）
- Erowid 2C-B vault（页面存档备份，存于）—includes reports from users of 2C-B, as well as scientific and government reports
- 2C-B Dosage chart（页面存档备份，存于）